# 오베라는 남자
《오베라는 남자》(스웨덴어: En man som heter Ove)는 2012년 발행된 스웨덴의 소설로, 프레드리크 바크만이 집필했다. 2015년 영화화되어 동명 영화로 공개되었다.